# 玉林院
玉林院（ぎょくりんいん）は、京都府京都市北区紫野にある臨済宗の寺院。臨済宗大本山大徳寺の塔頭である。通常は公開されていない。

## 歴史
慶長8年（1603年）、高名な医学者で、皇室の典医や豊臣徳川の待医も勤めた曲直瀬正琳（まなせ しょうりん）が、大徳寺142世月岑宗印（げっしん そういん）を開祖として創建した。慶長14年（1609年）に火災により焼失するが、片桐且元(かたぎり かつもと)らによってまもなく再興された。創建当初は正琳庵と称していたが、「琳」の字を分けて現在の院号「玉林院」に改めた。寛保2年（1742年）、大坂の豪商・鴻池了瑛（4代目鴻池善右衛門）が、先祖とされる山中鹿之助の位牌堂として南明庵を建立するとともに、蓑庵・霞床席が造営された。
大龍和尚・龍門和尚・無学和尚・大順和尚・拙叟和尚が知られている。
墓地には、曲直瀬正琳、山中鹿之介、片桐且元以下4代、有馬豊治、小出吉政、佐竹義宣の墓もある。

## 建造物
- 本堂 - 元和7年（1621年）に建立された一重入母屋造、桟瓦葺の建物で、大徳寺塔頭の本堂中では最も規模が大きい。本堂室内の襖には狩野探幽ら狩野一門の絵師による70面の水墨画が描かれている。
- 南明庵 - 鴻池了瑛が寛保2年（1742年）に先祖である山中鹿之介を祀るために建てたもので、鹿之介の位牌が安置されている。楽長入作の赤楽の敷瓦が基壇にはめ込んである。
- 茶室
  - 蓑庵（さあん） - 表千家7世・如心斎宗左の好み。中潜り・腰掛・雪隠などのある露地を伴う三畳中板台目切りの茶室。中柱には赤松の曲り柱を用い、周りはすさ壁をめぐらせており、このすさ壁の技術は現代では完全には再現できないものである。
  - 霞床席（かすみどこせき） - 四畳半の茶室。床の間の中央に違い棚を設ける。この違い棚は奥の壁からやや離して設けられており、壁に富士山の絵の掛け軸を掛け、違い棚を富士にかかる霞に見立てる趣向で、霞床席のもこれに由来する。
  - 洞雲庵 - 桑山宗仙（千利休の息子・道安の門人、片桐石州の師）の建立したものを、昭和19年（1944年）に19世である泰堂和尚が表千家即中斎宗匠の好みで再建したもの。

## 文化財

### 重要文化財
- 本堂（附 玄関）
- 南明庵及び茶室（蓑庵、霞床席） 3棟 （附 蓑庵露地）
- 絹本著色釈迦如来像

## アクセス
JR京都駅より京都市バス・大徳寺前（約30分）下車、徒歩